# شهرستان نگامرینگ
شهرستان نگامرینگ (به لاتین: Ngamring County) یک منطقهٔ مسکونی در چین است که در شیگاتسه واقع شده‌است.